# Iceweasel
Debian Iceweasel, ранее Debian Firefox — модификация браузера Mozilla Firefox в Debian GNU/Linux, переименованная в конце 2006 года с целью избавления от лицензионных ограничений на имя и художественное оформление (артворк, англ. artwork), а также различного подхода к исправлению ошибок безопасности.
Название «IceWeasel» использовалось для форка Firefox в проекте GNUzilla Фондом Свободного ПО. В 2007 году из-за возникшей путаницы этот форк был переименован в GNU IceCat.
Также в Debian были переименованы и другие приложения:
- Mozilla Thunderbird — в Icedove
- SeaMonkey — в Iceape Internet Suite (пакет iceape)
- Mozilla Sunbird — в Iceowl

Debian Iceweasel и GNU IceWeasel — не одно и то же.
Как и оригинальные программы, все они имеют тройное лицензирование: MPL/GPL/LGPL.
До появления Firefox 3, в котором собственническая программа для отправки отчётов об ошибках «Talkback» была заменена на свободную «Breakpad», в Mozilla иногда создавались неофициальные «свободные» сборки Firefox для основных платформ, но об этом не объявлялось. Эти сборки носили в качестве названия кодовое имя соответствующей ветви Firefox.
Ни из одной из сборок версий 2.0.0.6 этих программ не были исключены несвободные логотипы поисковых систем в панели поиска.
Спустя десять лет в 2016 году прежние разногласия были урегулированы и браузер Iceweasel решено переименовать обратно в Mozilla Firefox. 

## «Пасхальные яйца»
- Книга Мозиллы, унаследованная от Firefox и доступная по адресу about:mozilla
- about:robots оттуда же.